# Bario-alumofarmacosiderite
La bario-alumofarmacosiderite è un minerale approvato dall'IMA nel 1966 ma non più riconosciuto nel 1971 perché la descrizione non era sufficientemente accurata.